# 員林街
員林街，為1920年至1945年間，轄屬台中州員林郡的行政區，以蜜柑生產聞名。今彰化縣員林市。

## 街原名
原屬
- 燕霧下堡之員林街、三條圳庄、三塊厝庄、東山庄、南平庄
- 武東堡之柴頭井、番仔崙庄、湖水坑庄、萬年庄、大饒庄
- 武西堡之田中央[1]

## 行政區劃

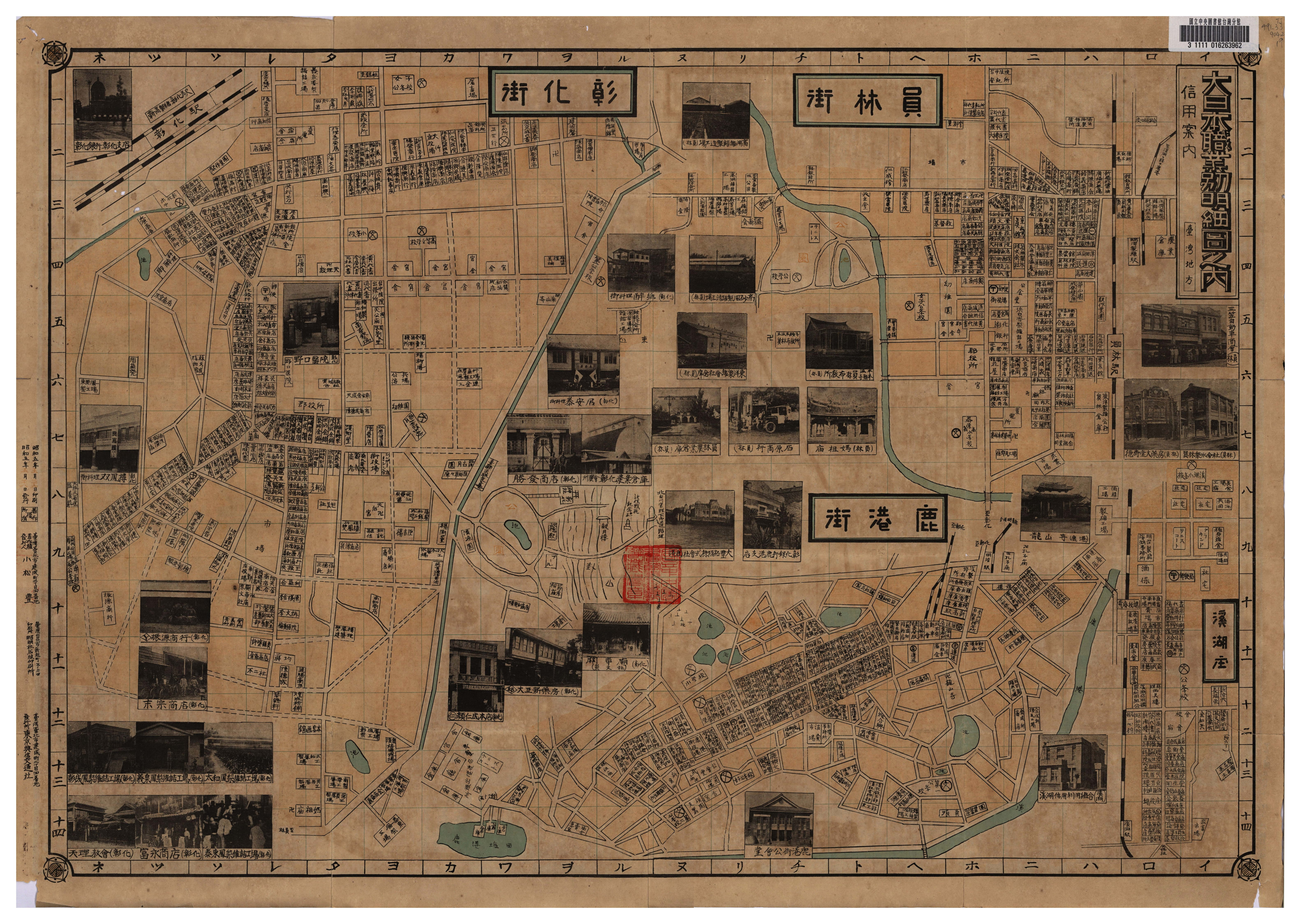
彰化街、員林街、鹿港街、溪湖庄職業明細地圖

員林街轄域內分為員林、三條圳、三塊厝、東山、南平、柴頭井、番子崙、湖水坑、萬年、大饒、田中央、東瓦磘厝十二個大字。1943年4月1日，為了方便燈火管制，將坡心瓦窯厝的一部分，劃為員林街東瓦窯厝。
- 三條圳大字下有「三條圳」、「十七分」小字名
- 南平大字下有「南平」、「大埔厝」小字名
- 田中央大字下有「田中央」、「溝皂」小字名

## 歷屆首長
| 任次 | 姓名     | 肖像 | 出身 | 就任時間 | 卸任時間  | 備註 |          |
| ---- | -------- | ---- | ---- | -------- | --------- | ---- | -------- |
| 1    | 張清華   |      | 台中 | 1920年   | 1935年    |      |          |
| 2    | 朝倉哲雄 |      | 熊本 | 1936年   | 1937年    |      |          |
| 3    | 吉滿敬勝 |      | 廣島 | 1938年   | 1945年    |      |          |
| 4    | 楊陶     |      | 台中 | 1945年   | 1946年3月 |      | 戰後官派 |

## 人口
| 大字       | 總人數 | 本島人 | 朝鮮人 | 內地人 | 中華民國籍 |
| ---------- | ------ | ------ | ------ | ------ | ---------- |
| 員林       | 10,869 | 9,477  | 10     | 890    | 492        |
| 三條圳     | 1,907  | 1,899  | -      | 8      | -          |
| 三塊厝     | 3,240  | 3,237  | -      | 3      | -          |
| 東山       | 4,231  | 4,219  | -      | 12     | -          |
| 南平       | 3,181  | 3,073  | -      | 108    | -          |
| 柴頭井     | 1,303  | 1,297  | -      | 6      | -          |
| 番子崙     | 2,534  | 2,533  | -      | -      | 1          |
| 湖水坑     | 2,966  | 2,956  | -      | 10     | -          |
| 萬年       | 1,373  | 1,373  | -      | -      | -          |
| 大饒       | 2,112  | 2,110  | -      | -      | 2          |
| 田中央     | 1,795  | 1,789  | -      | 3      | 3          |
| 員林街總計 | 35,511 | 33,963 | 10     | 1040   | 498        |

## 行政機構
- 員林郡役所（原址為黃金帝國大樓）
- 員林街役場
- 員林郵便局（原址為中正路郵局）
- 台中地方法院員林出張所
- 殖產局米穀檢查所
- 殖產局植物檢查所
- 員林郡直轄派出所
- 東山派出所
- 柴頭井派出所
- 台中州農會員林支會（員林郡役所構內）
- 台中州青果同業組合員林檢查所（今經濟部標檢局臺中分局員林辦事處）
- 八堡圳水利組合（原址為彰化農田水利會本會）

## 公共設施
- 員林公園
- 員林公會堂
- 員林武德殿（原址為員林第二圖書館）
- 員林水道
- 員林消費市場（今員林第一市場）
- 員林文庫

## 教育

### 初等教育

#### 小學校
- 員林尋常高等小學校→員林國民學校（校址在今國立員林崇實高工）

#### 公學校
- 員林公學校→員林東國民學校（今員林國小）
- 員林女子公學校→員林南國民學校（今育英國小）
- 東山公學校→東山國民學校（今東山國小）
- 湖水公學校→湖水國民學校（今青山國小）

### 中等教育

#### 實業學校
- 員林家政女學校→員林農業實踐女學校（今國立員林高中）

### 其他
- 員林幼稚園

## 交通

### 官設鐵路
縱貫線
- 員林驛

### 私設鐵路
明治製糖株式會社（鐵路）
- 員林線（至溪湖、鹿港）
  - 糖鐵員林車站舊址
  - 南員林車站

台中輕鐵株式會社（台車）
- 北斗線
- 湳雅線

### 巴士
至溪湖、永靖、北斗、水源地、東山、北斗

## 產業[5]

#### 金融
- 彰化銀行員林支店（原址為彰化銀行員林分行）
- 員林信用購買利用組合（原址為員林市農會）
- 坡心信用購買販賣利用組合

#### 運輸倉儲
- 台灣倉庫株式會社員林出張所（員林街員林517番地）
- 台灣運輸株式會社員林出張所（員林街員林514番地）
- 國際通運株式會社員林出張所（員林街員林510番地）
- 日東商船組員林出張所
- 三笠自動車合資會社（員林街員林510番地）

#### 報社
- 台灣時事新報社員林支局
- 新高新報社員林支局
- 昭和新報社員林支局
- 台南新報社員林駐在員
- 新民報員林駐在員

#### 農業
- 台灣合同鳳梨株式會社員林事業所
- 台中州柑橘同業組合
- 柑橘西瓜同業組合

#### 其他
- 玉壺春製冰公司（員林街萬年46番地）
- 員林製冰株式會社（員林街員林388番地）
- 蓬萊製粉株式會社
- 興農株式會社（員林街員林211番地）
- 三葉罐詰合資會社（員林街員林628番地）
- 田中物產合資會社（員林街員林9番地）
- 扶桑紙台灣販賣合資會社（員林街員林522番地）
- 東洋製鑛會社出張所

## 醫療[5]
- 公設產婆
- 光前醫院（葉光前）
- 員林共愛醫院（傅大謬）
- 保安醫院（曾春泉）
- 彰化基督病院（李氏玉花）
- 紫雲小兒科醫院（黃美玉）
- 慈生醫院（謝如松、謝洪秀枝）
- 鳳儀內科醫院（賴鳳儀）
- 蔡眼科醫院（蔡欉）
- 洪外科醫院（洪耀堂）
- 懷德醫院（李道生）
- 長春醫院（林糊）
- 保壽醫院（詹位）
- 有浦齒科醫院

## 觀光
- 員林水源地（位於百果山）
- 東山景地

## 宗教

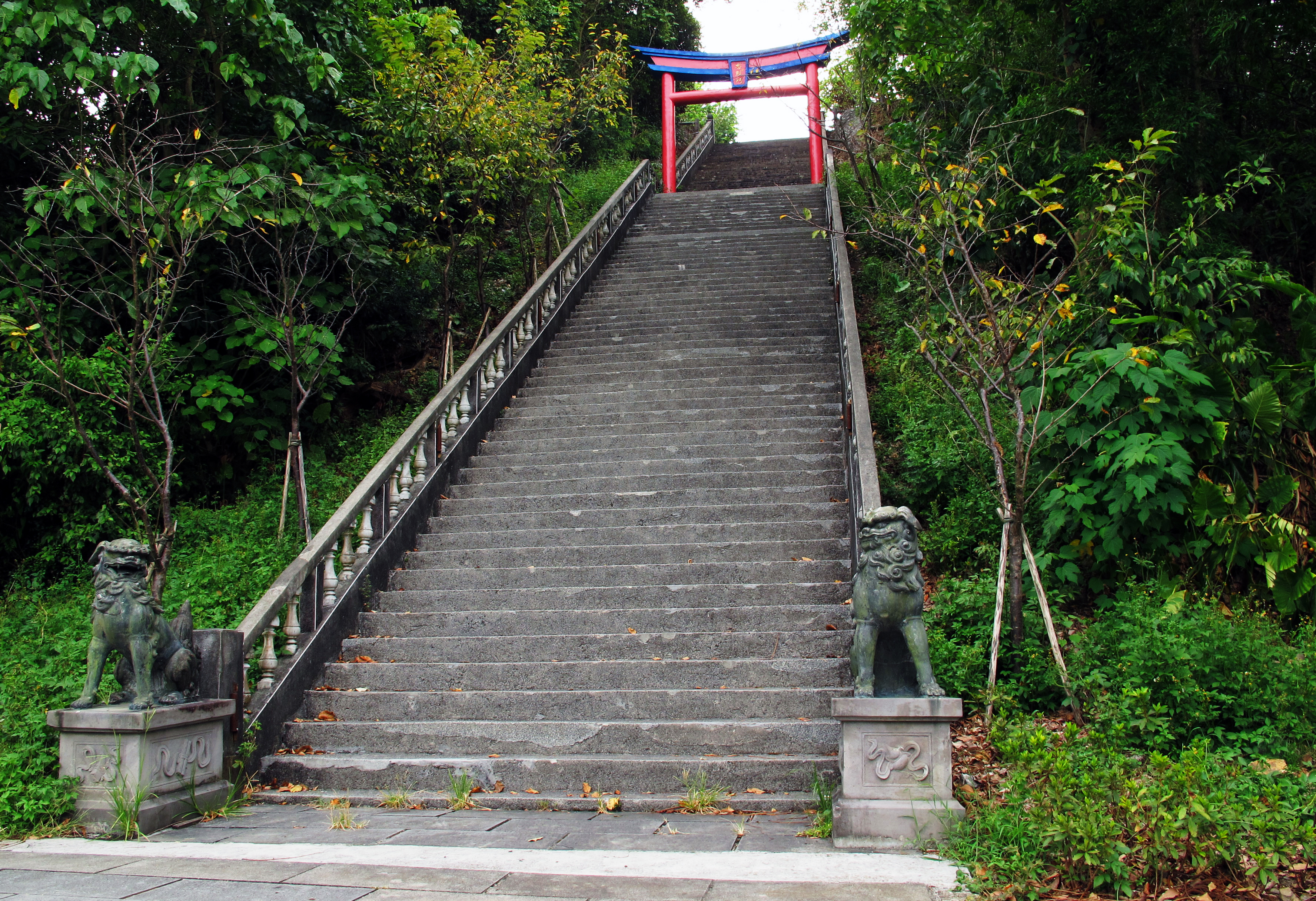
員林神社遺跡

- 員林神社[5]員林神社遺跡

- 真宗本派本願寺員林布教所
- 曹洞宗員林布教所（原址為員林禪寺）
- 員林天主堂